# Vliegwiel
Een vliegwiel is een wiel met grote massa dat verschillende functies kan vervullen. De oudste, min of meer onbewuste toepassing is in de spintol en de pottenbakkersschijf. Technische toepassing vindt plaats in stoommachines en later ook in verbrandingsmotoren om de goede gang van de motor te garanderen. Ook anderszins worden vliegwielen gebruikt om de gelijkmatige rotatie van apparatuur te verzorgen. Daarnaast wordt een vliegwiel gebruikt om kinetische energie op te slaan, en vindt het toepassing in gyroscopen. Bij fluctuerende energiebronnen zoals zonne-energie en windenergie kan een vliegwiel dienen om tijdelijk energie op te slaan wanneer het aanbod de vraag overtreft en vrij te geven bij te weinig zon en wind.

## Principe
De werking van een vliegwiel berust op het grote traagheidsmoment als gevolg van de grote massa. Hoe groter het traagheidsmoment hoe moeilijker het weliswaar is het vliegwiel op gang te krijgen, maar als het eenmaal draait is het moeilijk af te remmen, en blijft de rotatie gelijkmatig. Beter gezegd, hoe groter het traagheidsmoment, hoe groter het moment moet zijn om een bepaalde hoekversnelling te verkrijgen.
De kinetische energie van een draaiend vliegwiel is
{\displaystyle E_{k}={\tfrac {1}{2}}I\omega ^{2}}
waarin
- {\displaystyle I} het traagheidsmoment is van de massa om de rotatieas [kg m²],
- {\displaystyle \omega } de hoeksnelheid is [rad/s].

Bij het in gang brengen van het vliegwiel wordt arbeid omgezet in kinetische energie. Omgekeerd wordt die kinetische energie bij het afremmen weer omgezet in arbeid. Men zou dus kunnen zeggen dat het vliegwiel fungeert als een soort accu, die energie opslaat als kinetische energie.
Als men het vliegwiel kan beschouwen als een cilinder met massa {\displaystyle m} en straal {\displaystyle r}, dan is het traagheidsmoment gelijk aan:
{\displaystyle I={\tfrac {1}{2}}mr^{2}}.

## Toepassingen

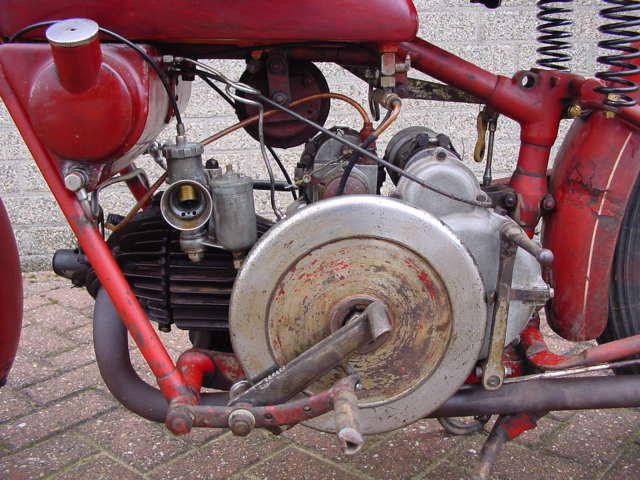
Buitenliggend vliegwiel op een Moto Guzzi motorfiets uit 1931

Een vliegwiel kan worden gebruikt om een machine of apparaat gelijkmatiger te laten lopen. Een stoommachine of een benzinemotor levert alleen arbeid op het moment dat de stoom of het gasmengsel expandeert in de cilinder. De machine geeft in de arbeidsslag als het ware steeds een korte stoot. Een vliegwiel neemt een deel van deze arbeid op tijdens een stoot en geeft die weer af tussen twee stoten in. Vooral bij een eencilinder-stoommachine of -verbrandingsmotor is een groot vliegwiel essentieel om de motor rustig te laten lopen. 
In allerlei apparatuur geeft een vliegwiel een goede gelijkloop die van belang is voor de natuurgetrouwe weergave van audio en video, zoals in cassettedecks, videorecorders en platenspelers.
Sommige speelgoedauto's maken gebruik van een vliegwiel voor de aandrijving. Eerst moet het ingebouwde vliegwiel op gang gebracht worden door de auto met de wielen over de grond te bewegen. Daarna rijdt de speelgoedauto 'vanzelf' weg tot het vliegwiel weer stilstaat. 
Ook sommige 19e-eeuwse drukpersen werden aangedreven met een vliegwiel, dat aanvankelijk met de hand draaiende werd gehouden, zoals bijvoorbeeld te zien is in het Turnhoutse Speelkaartenmuseum.
Een vliegwiel kan ook gebruikt worden om bij het remmen van een voertuig de bewegingsenergie tijdelijk op te slaan, zodat die weer kan worden gebruikt bij het optrekken. Dit wordt bij sommige bussen en trams (RTM) toegepast. Dit heet regeneratief remmen.
Een vliegwiel kan ook gebruikt worden bij de lancering van achtbaantreintjes. Een bekend voorbeeld is de 'Turbine' in Walibi Belgium. Het treintje werd met behulp van een vliegwiel in slechts enkele seconden tijd van 0 naar meer dan 85 km/u gebracht. De vliegwiellancering werd in 2013 vervangen door een lancering door lineaire inductiemotoren (LIM).
Bij moderne energieopslagsystemen op basis van vliegwielen wordt het vliegwiel in een luchtledige kamer opgesteld, om de wrijving met de lucht te voorkomen. Dergelijke energieopslagsystemen kunnen nuttig zijn bij een noodstroomvoeding.
Bij de gyrobus werd het vliegwiel gebruikt om een alternator aan te drijven. Die alternator (dynamo) voorzag de motor van de bus van elektrische energie.